# ويليام هاريس (عازف قيثارة)
ويليام هاريس (بالإنجليزية: William Harris)‏ هو عازف قيثارة وكاتب أغاني أمريكي، ولد في 18 يوليو 1927، وتوفي في 11 أكتوبر 1928.

## وصلات خارجية
- ويليام هاريس على موقع ميوزك برينز (الإنجليزية)
- ويليام هاريس على موقع أول ميوزيك (الإنجليزية)
- ويليام هاريس على موقع ديسكوغز (الإنجليزية)